# Kastanjespindel
Kastanjespindel (Steatoda castanea) är en spindelart som först beskrevs av Carl Alexander Clerck 1757.  Kastanjespindel ingår i släktet vaxspindlar, och familjen klotspindlar. Enligt den svenska rödlistan är arten nära hotad i Sverige. Arten förekommer på Gotland, Götaland, Svealand och Övre Norrland. Artens livsmiljö är stadsmiljö. Inga underarter finns listade i Catalogue of Life.